# Keld Zeruneith
Keld Zeruneith (født 19. marts 1941 i København) er en dansk litteraturforsker og lyriker, og tidligere lektor ved Københavns Universitet.
Zeruneith debuterede i bogform med digtsamlingen Med fem fingre på hver hånd i 1970, men er især kendt for sine biografier over danske lyrikere. I 1981 kom Den frigjorte om Emil Aarestrup, Soldigteren fra 1985 omhandler Johannes Ewald og i 1992 kom Fra klodens værksted om Sophus Claussen.
I 1981 modtog Zeruneith Georg Brandes-Prisen for bogen om Emil Aarestrup, i 1993 fik han Selskabets Pris, i 2002 Holbergmedaljen og i 2004 Søren Gyldendal-prisen. Han har modtaget Statens Kunstfonds hædersydelse siden 2004.
Zeruneith har siden 1991 været gift med forfatteren Suzanne Brøgger.